# Жетымшокы
Жетымшокы (каз. Жетімшоқы) — село в Актогайском районе Карагандинской области Казахстана. Входит в состав Сарытерекского сельского округа. Код КАТО — 353663300.

## Население
В 1999 году население села составляло 122 человека (63 мужчины и 59 женщин). По данным переписи 2009 года, в селе проживало 108 человек (59 мужчин и 49 женщин).